# Грустный мотив
«Грустный мотив» — короткий рассказ Джерома Дэвида Сэлинджера, написанный в 1948 и впервые опубликованный в журнале «Cosmopolitan» в сентябре того же года. История рассказывает о трагической жизни негритянской джазовой певицы Лиды-Луизы Джонс, прототипом которой послужила Бесси Смит. Первоначально рассказ назывался «Колючая иголка на патефонной пластинке» (англ. Scratchy Needle on a Phonograph Record), но «Cosmopolitan» изменил название на «Грустный мотив» без согласия Сэлинджера. «Сглаживание» названия было одной из причин того, почему автор в конце 40-х «хотел публиковать произведения только в „The New Yorker“».